# Manuel Lopes Carneiro da Fontoura
Manuel Lopes Carneiro da Fontoura (Mato Grosso, 8 de setembro de 1858 — Rio de Janeiro, 2 de maio de 1934) foi um marechal do Exército Brasileiro e Chefe de Polícia do Distrito Federal no governo de Artur Bernardes (1922–1926). Alistou-se no Exército em 1873, formando-se como oficial de Infantaria. No posto de general de divisão, comandava a 1.ª Região Militar, sediada no Rio de Janeiro, ao início do movimento tenentista. Em dezembro de 1921, ainda antes da Revolta dos 18 do Forte, ele montou um serviço de informações entre os sargentos do Exército para monitorar as conspirações militares, dando ao governo um preparo prévio contra a insurreição ocorrida em julho do ano seguinte.
Em novembro de 1922, Bernardes nomeou-o à Chefia de Polícia, e no mês seguinte ele foi reformado no posto de marechal. O chefe de polícia era a autoridade máxima da segurança pública no Rio de Janeiro, e a nomeação de um militar quebrava com o procedimento de entregar o cargo a bacharéis em Direito, marcando mudanças mais amplas na polícia. A capital vivia sob estado de sítio, os rebeldes militares somavam-se aos militantes operários como alvos do governo e a polícia política era estruturada na forma da 4.ª Delegacia Auxiliar.
Nessa posição, tornou-se “o homem que ocuparia, na história, o papel de maior perseguidor dos militares revoltosos da década de 20”. Ele era um dos pilares de sustentação do governo Bernardes, juntamente com Setembrino de Carvalho, o Ministro da Guerra, e mantinha-se em contato permanente com o presidente. Conhecido como perseguidor violento da oposição, seus adversários o apelidaram de “General Escuridão”, numa referência racista à sua condição de mulato. Sob sua autoridade a polícia política realizou prisões em massa e tortura. Seu gabinete no prédio da Polícia Central, onde ele muitas vezes dormia, recebia convidados ilustres, e era “chic dizer que tinham estado com o chefe de Polícia ou que gozam de sua proteção e estima”. Acusado de ligações com o jogo do bicho, Fontoura foi exonerado em abril de 1926.
Logo após sua destituição do cargo, a 4.ª Delegacia censurou seu telefone e enviou uma agente para espionar sua residência. Conforme um relatório policial, “o ex-chefe tem estado enfermo e mostra-se esquivo, cauteloso, evitando aludir a causas e pessoas que se relacionam com a política e com a instituição que dirigiu. Nota-se a mesma reserva nas pessoas de sua família.”